# フィリップ・ホセ・ファーマー
フィリップ・ホセ・ファーマー（Philip José Farmer, 1918年1月26日 - 2009年2月25日）は、アメリカ合衆国のSF作家、ファンタジー作家。
代表作は《階層宇宙》シリーズ (1965-93) と《リバーワールド》シリーズ (1971-83)。性や宗教をテーマとした先駆者であり、かつてのパルプ・マガジンのヒーローたちを愛し、架空の作者を作り上げ、からかい半分のペンネームで彼らの活躍する作品を書いたこともある。ファーマーは過去のSF、ミステリ等の有名キャラクターを登場させた作品を執筆していることでも知られ、それらの作品群内では、シャーロック・ホームズ、ジョン・カーター、ターザン、チャレンジャー教授らは「血縁関係にある」という設定になっている。筆名のジョナサン・スウィフト・ソマーズ3世とは、それらの作品を執筆した際に「実際に彼らに会ってその経験を手記（＝ファーマーの小説）に書いた」という設定人物である。
文芸評論家レスリー・フィードラーはファーマーとレイ・ブラッドベリを比較し、どちらも「アメリカの田舎の変人」で「SF小説の古典的な限界を広げようとした」とした。しかし、ファーマーが特異なのは彼が「神学とポルノグラフィと冒険を奇妙に混合しながら、素朴であり同時に洗練されていた」点だとした。

## 生涯
インディアナ州ノース・テレホートで、クリスチャン・サイエンスを信奉する家庭に生まれた。父は土木技師であり、地元の電力会社の管理職他だった。本名はフィリップ・ジョーズ（Jose）・ファーマー。「ホセ」は本名のミドルネーム「ジョーズ」をもじったものであり、スペイン系というわけではない。フレデリック・ポールの言によれば、ミドルネームは叔母の Josie からとったものだという。イリノイ州ピオリアで育った。読書好きでバローズ、ヴェルヌ、H・R・ハガードらの作品を愛読し、少年時代から習作を重ねた。小学校4年生のころに作家になると心に決めたという。14歳で不可知論者となる。1941年、23歳で結婚し、後に息子1人と娘1人をもうけた。第二次世界大戦中は航空機の操縦訓練をしていたが、戦後は地元の製鋼工場に勤めた。同時にブラッドリー大学で英語学を学び、1950年に学士号を取得した。
デビュー作は"O'brien and Obrenov"という普通小説で、1946年に「アドヴェンチュア」誌に掲載された。1953年の中編『恋人たち』はSF作家としてのデビュー作で、人類と地球外生命体との性的関係を題材にしている。この作品は初めジョン・W・キャンベル（「アスタウンディング」誌）やH・L・ゴールド（「ギャラクシー」誌）に採用を断られ、「スタートリング」誌1953年8月号に掲載された（その後、長編化）。この作品で1953年のヒューゴー賞の "most promising new writer"（新人賞）に選ばれている。それに励まされ、仕事を辞めて専業作家となった。各出版社の新人コンテストに応募し、間もなく後の《リバーワールド》シリーズの萌芽を含んだ作品で賞金4000ドルの1等賞を得ている。しかし作品は出版されず、賞金ももらえなかった。作家として成功しても経済的には苦しい状態が続き、1956年にピオリアを出てテクニカルライターとして働き始めた。その後14年間、軍需産業各社でテクニカルライターとして働き、シラキュースからロサンゼルスまで転々とした。SFの執筆はその合間に続けた。
1967年の中長編『紫年金の遊蕩者たち』で2度目のヒューゴー賞を受賞。ジェイムズ・ジョイスの『ユリシーズ』のパスティーシュであり、手厚い福祉国家への風刺である。これで勇気づけられたファーマーは1969年に再び専業作家となった。1970年にピオリアに戻り、作家としての絶頂期を迎え、10年間で25冊の単行本を出版することになった。1971年、20年以上前にコンテストで優勝しながら出版されなかった作品を練り直した『果てしなき河よ我を誘え』で3度目のヒューゴー賞を受賞。
1975年の長編『貝殻の上のヴィーナス』は、文学界やメディアを騒然とさせた。キルゴア・トラウトが一人称視点で書いたとされる作品で、キルゴア・トラウトとはカート・ヴォネガットの小説にしばしば登場する不遇のSF作家の名である。この作品はベストセラーとなり、読者や評論家らがヴォネガットの作品と誤解したため、ヴォネガットは決してこのいたずらを喜ばなかった。ファーマーはヴォネガットからこの作品を書く許可を得ていたが、後にヴォネガットはそれを後悔していると語った。ファーマーは、続けて、トラウト作品『ジミー・ヴァレンタインの息子』を執筆しようとしたが、ヴォネガットに拒否された。
ファーマーは毀誉褒貶が激しい作家だった。レスリー・フィードラーは「史上最も偉大なSF作家」とし、「宇宙全体、過去・現在・未来を丸呑みして、それを吐き出そうとする大きな熱望」があるとしてファーマーのストーリーテリングの方法を賛美した。アイザック・アシモフはファーマーについて「素晴らしいSF作家だ。実際、私よりずっとうまい」と書いている。しかし、Christopher Lehmann-Hauptは1972年、ニューヨーク・タイムズに「SF界の平凡な賃金労働者」だと書いている。
2009年2月25日、死去。

## 主なシリーズ作品

### 《リバーワールド》シリーズ
《リバーワールド》シリーズは、これまで生きていた全ての人間がとある惑星全体に伸びる1つの川の流域に沿って同時に復活するという奇妙な世界を描いたもので、リチャード・バートン、ヘルマン・ゲーリング、サミュエル・クレメンスといった多様なキャラクターが活躍する冒険小説である。『果てしなき河よ我を誘え』(1971)、『わが夢のリバーボート』(1971)、『飛翔せよ、遥かなる空へ』(1977)、『魔法の迷宮』(1980)、Gods of Riverworld (1983) の5作からなる。Riverworld and Other Stories (1979) はRiverworld (1966) という《リバーワールド》を舞台にした小説としては2番目に出版された中編を含む短編集で、この話自体は独立している。『果てしなき河よ我を誘え』は2つの中編 "The Day of the Great Shout"(1965) と "The Suicide Express"(1966) を元にしており、『わが夢のリバーボート』は Worlds of Tomorrow 誌とイフ誌に掲載された連作短編 "The Felled Star"(1967) を元にしている。1990年代には "Crossing the Dark River"(1992) と "Up the Bright River"(1993) という中編が加わっている。ファーマーは自分自身の分身として Peter Jairus Frigate（イニシャルが同じ）を作中に登場させている。
《リバーワールド》の始まりは1952年にコンテスト用に書かれた Owe for the Flesh である。コンテストでは優勝したが、出版はされず賞金も支払われなかった。このためファーマーは一時期絶筆に近い状況となった。オリジナル原稿は紛失してしまったが、後にファーマーはその題材を再構成して上述したような《リバーワールド》シリーズを執筆するようになった。後にファーマーはガレージにあった箱の中からオリジナルの小説の改訂版コピーを発見し、1983年に River of Eternity として出版した。この版の序文にファーマーが事の詳細な経緯を書いている。

### 《階層宇宙》シリーズ
《階層宇宙》 (World of Tiers) シリーズは《リバーワールド》シリーズ以上に熱心なファンがいるが、一般にはそれほど知られていない。数万年前、神にも等しい力と不死性を実現する高度なテクノロジーを手に入れた、自らを"上帝"と呼ぶ、人類のある種族が娯楽のために人工的に並行宇宙を建設した。主な舞台となるのは数ある並行宇宙の中でもタイトルにある「階層宇宙」で、円柱状の段が直径を小さくしながらいくつも重なった形状の世界である。物語は普通の地球人たちが偶然そのパラレルワールドに行き、そこで"上帝"らと共に繰り広げる冒険を描いている。地球もまた人工的な並行宇宙の一つであり、太陽系の2倍程度の大きさしかない、"上帝"の元の宇宙の忠実なコピーであることが明らかになる。そして"上帝"の元の宇宙もまた何者かが作った人工宇宙であることも明らかになる。登場人物の1人で地球人の Kickaha は本名が Paul Janus Finnegan (PJF) であり、作者と同じイニシャルである。『階層宇宙の創造者』(1965)、『異世界の門』(1966)、『階層世界の危機』(1968)、『地球の壁の裏に』(1970)、The Lavalite World (1977)、More Than Fire (1993) の6作からなる。ロジャー・ゼラズニイは《真世界アンバー》シリーズの世界構築の際に《階層宇宙》が脳裏にあったと述べている。Red Orc's Rage (1991) はシリーズの直接的な続編ではないが、一部の事象や登場人物について背景情報を提供している。これはファーマー作品の中でも最も「心理学的」なものである。

## 作品テーマ

### 性
ファーマー作品は性をテーマとすることが多い。初期のそういった作品は当時のSF界においては画期的だった。初期の中編小説『恋人たち』(1953) はSFにおける性のタブーを打ち破った作品と認識されている。これによってファーマーは一挙に注目されるようになった。短編集『奇妙な関係』(1960) もSF界を騒然とさせた。性の解放をテーマのひとつとしているロバート・A・ハインラインの『異星の客』(1961) の献辞には、ファーマーの名もある。SFではないが Fire and the Night (1962) は異人種間の恋愛を扱っており、社会学的かつ性心理的なねじれをテーマとしている。Night of Light (1966) では、女性一人に男性複数人でないと物理的に性交（受精）できない異星人を考案している。『淫獣の幻影』(1968) と続編の『淫獣の妖宴』(1969) ではグループセックス、惑星間旅行を扱っており、「チャイルド・ハロルド」のような架空の人物やフォレスト・J・アッカーマンのような実在の人物が登場する。《階層宇宙》シリーズではエディプスコンプレックスもテーマのひとつになっている。

### 宗教
宗教もテーマとすることがある。《リバーワールド》シリーズ（中編 Riverworld に登場。『魔法の迷宮』で彼はもう死んだという言及がある）や Jesus on Mars にはイエス・キリストが登場する。Night of Light にはあまり敬虔ではない神父 John Carmody が登場し、精神的な力が物質世界に影響を与える異世界を描いている。『太陽神降臨』(1960) は、宇宙飛行士が800年後の地球に帰還してみると、異教の女神崇拝が支配していたという話である。他にも宗教をテーマにした作品がいくつかある。

### パルプ・ヒーロー
ファーマー作品には既存の小説や歴史上の人物を登場させるものが多い。The Wind Whales of Ishmael (1971) はハーマン・メルヴィルの『白鯨』の世界の遠い未来を描いた続編となっている。The Other Log of Phileas Fogg (1973) は、ジュール・ヴェルヌの『八十日間世界一周』で描かれていない期間を埋めた作品である。A Barnstormer in Oz (1982) は、ドロシーの息子が成長してパイロットとなり、飛行中に偶然オズの魔法使いの世界に迷い込む話である。
ファーマーはターザンやドック・サヴェジといったパルプ・マガジンのヒーローを作中に登場させたり、パスティーシュとして書いたりしている。「シャーロック・ホームズ アフリカの大冒険」では、ターザンとシャーロック・ホームズが手を組む。ターザンに似た Lord Grandrith とドック・サヴェジに似た Doc Caliban が活躍するシリーズもある。ファーマーはこの2人について伝記形式で Tarzan Alive (1972) と Doc Savage: His Apocalyptic Life (1973) を書いている。これらは元々彼らや他の小説の登場人物が実在の人物で、オリジナルの記録者がそれを小説化したという設定を採用しており、様々な架空の人物がある一族の系統の属しているとして "Wold Newton family" と呼ばれる設定が生まれた。さらにファーマーは公認のドック・サヴェジものの小説 Escape from Loki (1991) とエドガー・ライス・バローズの遺族から公認を取り付けたターザンの正式な続編 The Dark Heart of Time (1999) も書いている。Time's Last Gift (1972) ではターザンとタイムトラベルを組合せている。Lord Tyger (1970) は冷酷な億万長者が本物のターザンを作ろうと考え、自分の息子を誘拐させ、さらに息子にターザンと同じ試練を与えるという話である。
Hadon of Ancient Opar (1974) と Flight to Opar (1976) では、ターザンもので重要な役割を果たす秘境オパルがかつて栄えていた時代を描いている。

### ペンネーム
キルゴア・トラウトはカート・ヴォネガットの著作に登場する架空の小説家で、ファーマーがキルゴア・トラウト名義で書いた『貝殻の上のヴィーナス』 (Venus on the Half-Shell) もキルゴア・トラウトの設定上の作品とされているものである。トラウトが書いたとされる他の多くの架空の作品を同名義で発表する計画もあったが、ヴォネガットの許可が得られず実現しなかった。その後、ファーマーは主にF&SF誌で架空の作家のペンネームで小説をいくつも発表している。これらは、他の小説の登場人物を作者として書かれたものである。そのような短編小説の最初のものはジョナサン・スウィフト・ソマーズ3世 (Jonathan Swift Somers III) を作者としたものである。この名は『貝殻の上のヴィーナス』に登場するが、エドガー・リー・マスターズの『スプーン・リヴァー詩集』に出てくる名が元になっている。その後ファーマーは「コードウェイナー・バード」というペンネームも使っている。これはハーラン・エリスンがかつて映画およびテレビ業界で仕事をしていたときに作品を気に入らなかったときに使っていたペンネームである。また、"The Jungle Rot Kid On the Nod"(1968) には注記として「もしエドガー・ライス（・バローズ）ではなくウィリアム・S（・バローズ）がターザンを書いたとしたら」と書かれている。

## 受賞歴
- 1953年: ヒューゴー賞、Most Promising New Talent、『恋人たち』中編版
- 1968年: ヒューゴー賞 中長編小説部門、『紫年金の遊蕩者たち』
- 1972年: ヒューゴー賞 長編小説部門、『果てしなき河よ我を誘え』[19]
- 2000年: デーモン・ナイト記念グランド・マスター賞
- 2001年: 世界幻想文学大賞生涯功労賞

## 日本語訳作品リスト

### 長編
- 緑の星のオデッセイ The Green Odyssey (1957)
- 太陽神降臨 Flesh (1960)
- 恋人たち The Lovers (1961)
- 《階層宇宙》シリーズ 
  - 階層宇宙の創造者 The Maker of Universes (1965)
  - 異世界の門 The Gates of Creation (1966)
  - 階層世界の危機 A Private Cosmos (1968)
  - 地球の壁の裏に Behind the Walls of Terra (1970）
- 《私立探偵チャイルド》シリーズ
  - 淫獣の幻影 The Image of Beast (1968)
  - 淫獣の妖宴 Blown (1969)
- 《リバーワールド》シリーズ
  - 果しなき河よ我を誘え To Your Scattered Bodies Go (1971) - 1972年、ヒューゴー賞受賞[19]、ローカス賞ノミネート
  - わが夢のリバーボート The Fabulous Riverboat (1971) - 1972年ローカス賞ノミネート
  - 飛翔せよ、遥かなる空へ The Dark Design (1979) - 1979年ローカス賞ノミネート
  - 魔法の迷宮 The Magic Labyrinth (1980) - 1981年ローカス賞ノミネート
- 貝殻の上のヴィーナス Venus on the Half-Shell (1975)
- 気まぐれな仮面 The Unreasoning Mask (1981) :1982年ローカス賞ノミネート
- デイワールド Dayworld (1985)
- 《ダンジョン・ワールド》シリーズ 
  - ダンジョン・ワールド 1 暗黒の塔 Philip José Farmer's The Dungeon Book 1: The Black Tower (1988) - リチャード・Ａ・ルポフ (Rochard A. Lupoff) と共著
  - ダンジョン・ワールド 2 天空の穴 Philip José Farmer's The Dungeon Book 2: The Dark Abyss (1989) - ブルース・コーヴィル (Bruce Coville) と共著
  - ダンジョン・ワールド 3 雷鳴の谷 Philip José Farmer's The Dungeon Book 3: The Valley of Thunder (1989) - チャールズ・デ・リント (Charles De Lint) と共著

### 短編集
- 奇妙な関係 Strange Relations (1960)